# 佐田岬亀ヶ池温泉
佐田岬亀ヶ池温泉（さだみさきかめがいけおんせん）は、愛媛県（旧国伊予国）西宇和郡伊方町にある温泉。温泉施設として「伊方町健康交流施設 亀ヶ池温泉」があったが、2021年（令和3年）8月に落雷による火災に遭い、長期間休館していた。2024年（令和6年）2月1日に「伊方町健康交流施設 佐田岬亀ヶ池温泉」として全面再開した。

## 泉質
- ナトリウム塩化物泉（弱アルカリ性低張性高温泉）

## 温泉地
伊方町営の共同浴場と交流・健康福祉の複合施設である「伊方町健康交流施設 佐田岬亀ヶ池温泉」が存在する。2007年オープンの改修前施設はRC造一部木造平屋建だったが、2024年2月にオープンしたリニューアル施設は木造一部鉄骨造平屋建となった。足湯、物販スペース「風の杜マルシェ」、多目的スペース、リラクゼーションスペース、キッズスペース、フリースペース、レストラン「Dining 海」に加え、リニューアル後はRVパーク、簡易宿泊のための宿泊施設「亀乃湯別邸」、ラウンジ、芝生広場などが追加された。
隣接地には亀ヶ池農村公園があり、一帯は新たな観光交流の場となっている。

## 歴史
伊方町が2003年（平成15年）8月から温泉掘削工事を行い、同年11月に温泉が湧出した。その後、約8億円を投じて町営の共同浴場と交流・健康福祉の複合施設「伊方町健康交流施設 亀ヶ池温泉」を2007年8月にオープンさせた。なお、町が健康交流施設を建設・開館するまでは、主として地元客向けに隣接地に仮設の共同浴場が設置されていた（2004年（平成16年）11月から開館まで）。
2021年（令和3年）8月19日午前2時3分頃、落雷（推定）により出火し、全体の65.57%を焼失（半焼）した。被害範囲のうち本館は全焼したため、2021年11月15日まで本館の解体工事が行われ、2021年度内に仮設工事を終え仮営業を始めた。
伊方町は2022年9月に工事業者と契約して仮営業を続けながら工事に着手し、2023年夏までに本館を再建して全面営業を再開するとした。
2024年（令和6年）2月1日、「伊方町健康交流施設 佐田岬亀ヶ池温泉」の名で全面再開した。

## アクセス
- 車：佐田岬半島を東西に走る国道197号の平石峠から分かれてミカン畑の続く南斜面を約2分下った場所（伊方町二見）に位置する。